# Горни Дъбник
Го̀рни Дъбнѝк е село в Северна България. То се намира в община Долни Дъбник, област Плевен. 

## История
За възнивването на селото не се знае много. Историята му е предимно свързване с прочутата "Битка при Горни Дъбник" на 24 октомври 1877, по време на руско-турската освободителна война. Битката е ключова не само заради победата на руската армия срещу османската, а и заради изпълнението на предварителния план на руския Генерален щаб за прекъсване на комуникационната и снабдителната линия на Западната турска армия. По този начин се затваря блокадният пръстен около Плевен, което впоследствие ще изиграе основна роля не само за предаването на града от Осман паша, но и за крайната победа на Руската империя срещу Османската. Руската армия се води от известния генерал Йосиф Гурко, докато турските части се командват от Ахмед Хивзи паша. В рамките на деня турският гарнизон при Горни Дъбник е разгромен и селото бива освободено.
При избухването на Балканската война един човек от Горни Дъбник е доброволец в Македоно-одринското опълчение.

## Културни и природни забележителности
Културна забележителност в селото е парк Лавров, където са се водили битките за превземане на Плевен. През 2004 г., бе извършено обновяване на инфраструктурата на парка, както и изграждането на параклиса „Св. Георги Победоносец“. На всеки 3 март и 24 октомври се отбелязват годишнина от съответно освобождението и битката в парка с тържествени програми и редовно присъствие на представители на Руското, Норвежкото и Финландското посолство.
Непосредствено до него се намира язовир Горни Дъбник който е защитена зона по „НАТУРА 2000“. Язовирът (270 м.н.в.) е един от най-големите в Северна България и е разположен между с. Горни Дъбник и Телиш, на приток на река Вит, непосредствено до главен път Е83. Залятата му площ е 11 800 декара, общата дължина на ивицата – 26 км и има най-дългата земно-насипна дига от 2200 м, която в основата си е широка над 300 м.
Иконостасът на храма „Света Параскева“ е дело на дебърски майстори от рода Филипови.
Селото разполага с функциониращи:
- Основно училище „Св. св. Кирил и Методий“. Санирано и обновено, разполагащо с ремонтиран спортен салон.
- Целодневна детска градина „Цвята Христова“
- Читалище „Просвета 1903“. През 2022/2023 е извършен основен ремонт на покрива на читалището. През 2022 е възобновена организацията на клуба за народни танци към читалището.
- Здравна служба

## Редовни събития
- Празник на селото – на Свети дух (50 дни след Великден)
- Тодоровден – отбелязва се с т.нар. „кушии“ – конни състезания в близост до селото.

## Личности
- От Горни Дъбник води началото си родът на капитан Олимпий Панов. Негов прапрадядо – жупан Пано, дълги години е бил старейшина на селото;
- Стефан Панов (1812 – 1879), български и руски чиновник, чичо на Олимпий Панов
- През 1947 – 1951 г. в селото е интерниран предприемачът Димитър Савов;
- Зоя Мутишева – певица. Участник в „Гласът на България“;
- Проф. Пламен Киров (роден в Плевен) – професор по конституционно право. Ръководител на катедрата по Конституционноправни науки в Юридическия факултет на Софийския университет и един от най-добрите специалисти по конституционно право в страната.

## Спорт
Футболният отбор на с. Горни Дъбник се казва „Лавров“. Редовен участник в А и Б регионалните футболни групи. Клубът поддържа и детски формации, взимащи редовни участия в регионалните надпревари. Лавров (Горни Дъбник) играе домакинските си срещи на стадион „Лавров“, с капацитет 500 зрители, разположен в близост до едноименния парк.

## Други
Покрай селото минава жп транспорт, както и първокласният път София – Русе. Има функционираща жп гара.
В близост до Горни Дъбник е изградена складова база на Държавна агенция „Държавен резерв и военновременни запаси“.